# Xã Gillespie, Quận Macoupin, Illinois
Xã Gillespie (tiếng Anh: Gillespie Township) là một xã thuộc quận Macoupin, tiểu bang Illinois, Hoa Kỳ. Năm 2010, dân số của xã này là 3.882 người.